# Колтервил (Илиноис)
Колтервил (енгл. Coulterville) град је у америчкој савезној држави Илиноис.

## Демографија
По попису из 2010. године број становника је 945, што је 285 (-23,2%) становника мање него 2000. године.
| Група             | 2000.         | 2010.       |
| Белци             | 1.184 (96,3%) | 900 (95,2%) |
| Афроамериканци    | 23 (1,9%)     | 18 (1,9%)   |
| Азијати           | 4 (0,3%)      | 5 (0,5%)    |
| Хиспаноамериканци | 2 (0,2%)      | 6 (0,6%)    |
| Укупно            | 1.230         | 945         |